# Kumamon

Hình minh họa Kumamon

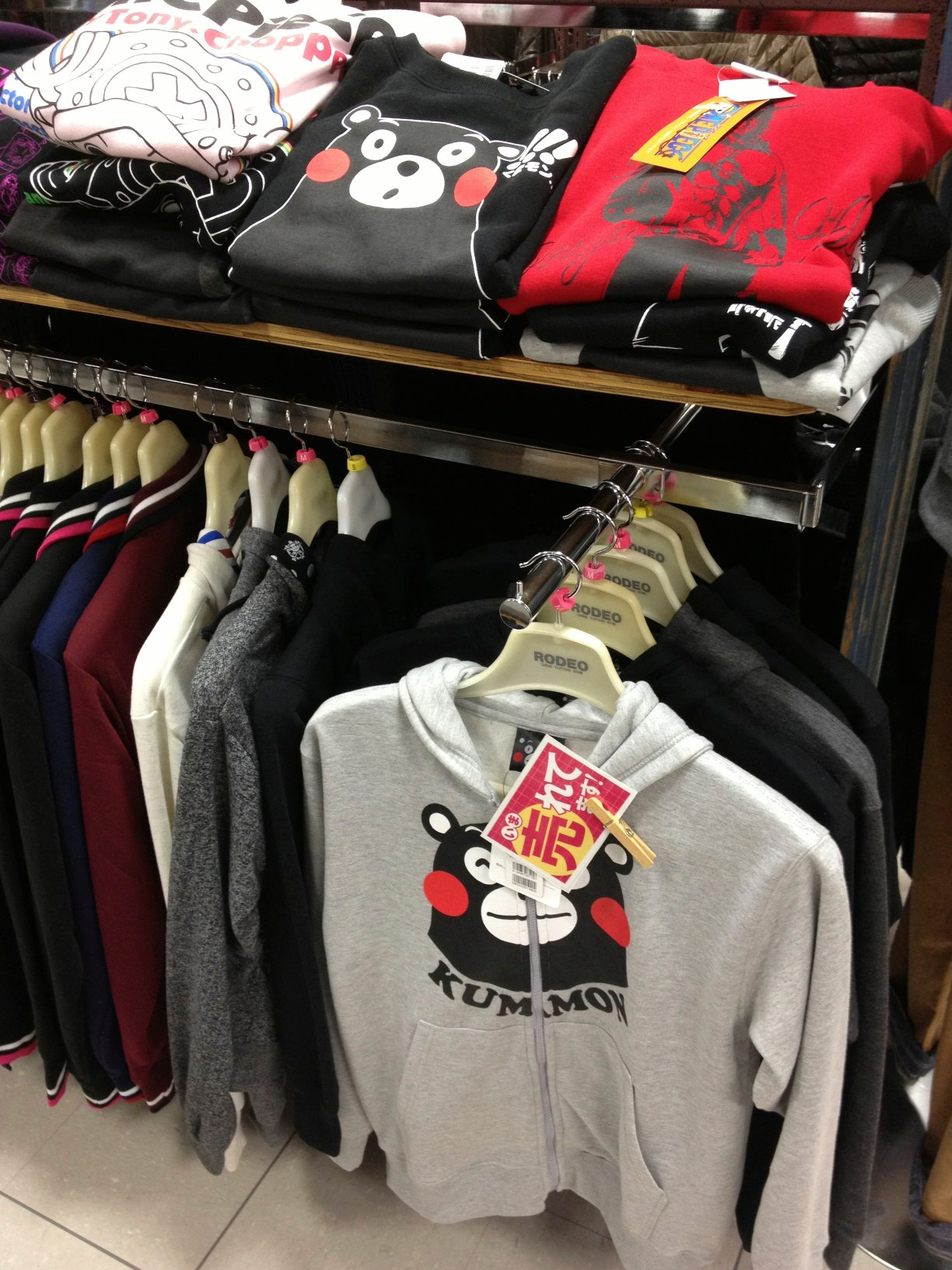
Quần áo in hình Kumamon

Kumamon  (くまモン) là một linh vật do chính quyền Kumamoto, Nhật Bản, sáng tạo ra. Linh vật ra đời năm 2010 nhằm thu hút khách du lịch nhân dịp tàu điện ngầm Kyushu Shinkansen mở cửa. Cuối năm 2011, Kumamon đứng đầu trong một cuộc khảo sát với 280,000 bình chọn giữa các linh vật, gọi chung là yuru-chara, và sau đó trở nên nổi tiếng toàn quốc. Nối tiếp sau thành công trong cuộc thi, Kumamoto kiếm được 11,8 tỷ yên Nhật (xấp xỉ 120 120 triệu đô la Mỹ, 79 79 triệu bảng Anh, 93 triệu €) doanh thu bán hàng trong nửa đầu năm 2012, sau khi chỉ kiếm được 2,5 tỷ yên Nhật (26 triệu đô la Mỹ, 17 triệu bảng Anh, 20 triệu €) suốt năm 2011. Kumamon lá linh vật rất được yêu thích trên toàn thế giới.

## Ảnh hưởng kinh tế
Theo một nghiên cứu gần đây của Ngân hàng Nhật Bản, chỉ trong hai năm, Kumamon đã tạo ra 1,2 tỷ đô la Mỹ lợi ích kinh tế cho khu vực, bao gồm du lịch và bán sản phẩm, cũng như trị giá tới 90 triệu đô la Mỹ,. Doanh số bán các mặt hàng của Kumamon đã đạt 29,3 tỷ Yên vào năm 2012, tăng từ 2,5 tỷ Yên trong năm 2011.
Ngân hàng Nhật Bản cũng ước tính bắt đầu từ năm 2011, Kumamon đã tạo ra 123,2 tỷ yên Nhật doanh thu trong thời gian hai năm.

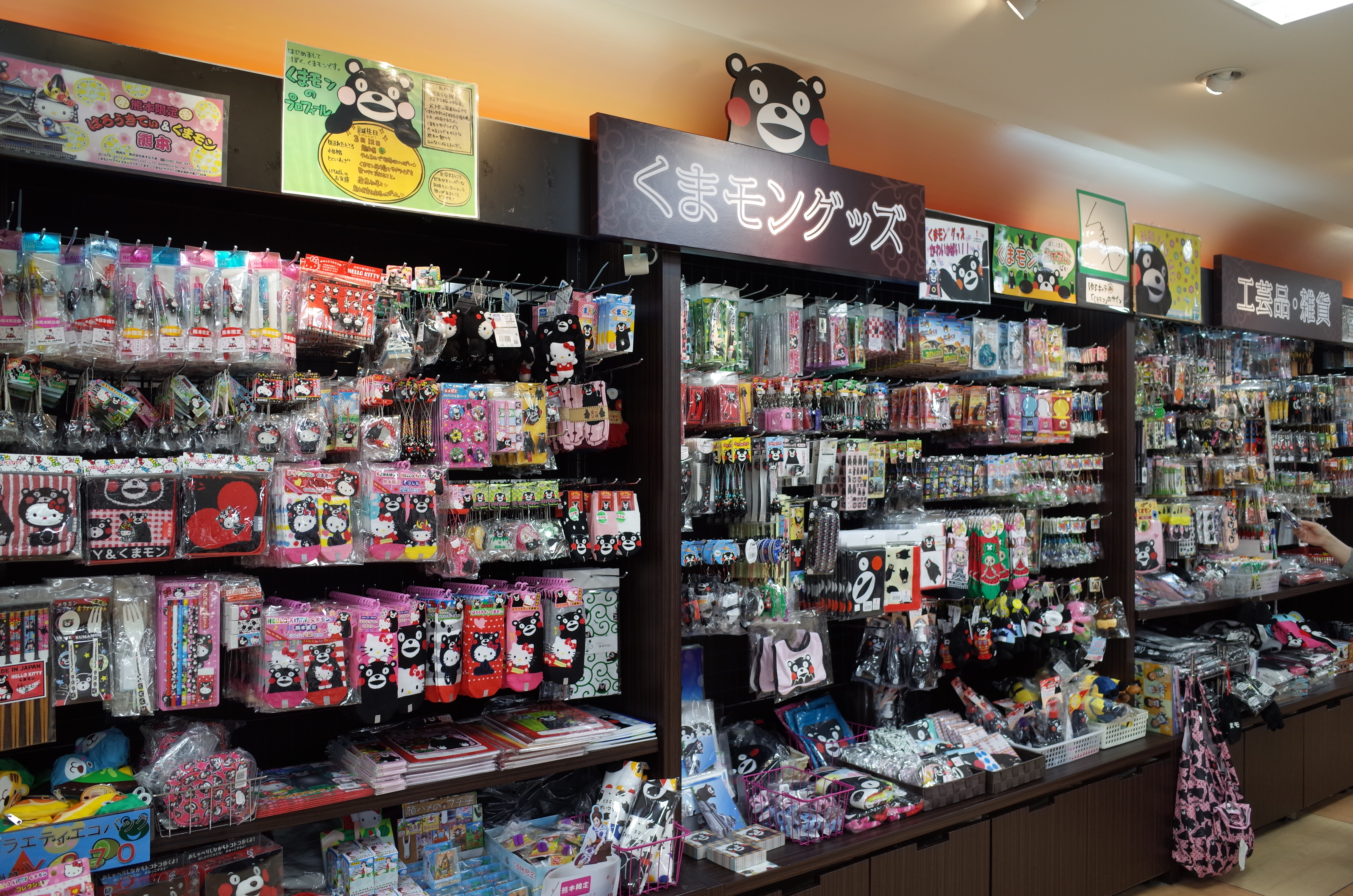

## Thành công
Phần lớn thành công của Kumamon là nhờ vào vẻ ngoài hết sức dễ thương. Chiến lược tiếp thị bất thường về cấp phép miễn phí cũng là nguyên nhân dẫn đến thành công về mặt thương mại của Kumamon, vì tỉnh Kumamoto cấp quyền sử dụng miễn phí cho bất kỳ ai, miễn là sản phẩm của họ quảng bá hàng hóa và dịch vụ từ tỉnh. Hơn nữa, vào năm 2018, tỉnh Kumamoto đã quyết định cho phép các doanh nghiệp nước ngoài sử dụng Kumamon, nhằm mở rộng Kumamon ra thế giới.

## Tác động văn hóa
Linh vật này có một vai khách mời nhỏ trong trò chơi điện tử Yo-Kai Watch 2 năm 2014 và xuất hiện trong Yo-kai Watch: The Movie, theo chân các nhân vật chính (Whisper, Nate và Jibanyan) đi xung quanh. Nó cũng trở nên phổ biến trên internet khi những hình ảnh về Kumamon, thường là quanh những đám cháy lớn, được chú thích với dòng chữ "Tại sao? Tất nhiên là vì vinh quang của Satan!". Tỉnh Kumamoto đã thực hiện tốt điều này, nhưng đã hạn chế cẩn thận hơn việc chụp ảnh chính thức linh vật.
Kể từ ngày 3 tháng 9 năm 2018, Kumamon đã chấp nhận một danh tính mới là một Youtuber. Các video bằng tiếng Nhật đã được tải lên tài khoản YouTube của nó vào thứ Hai hàng tuần.

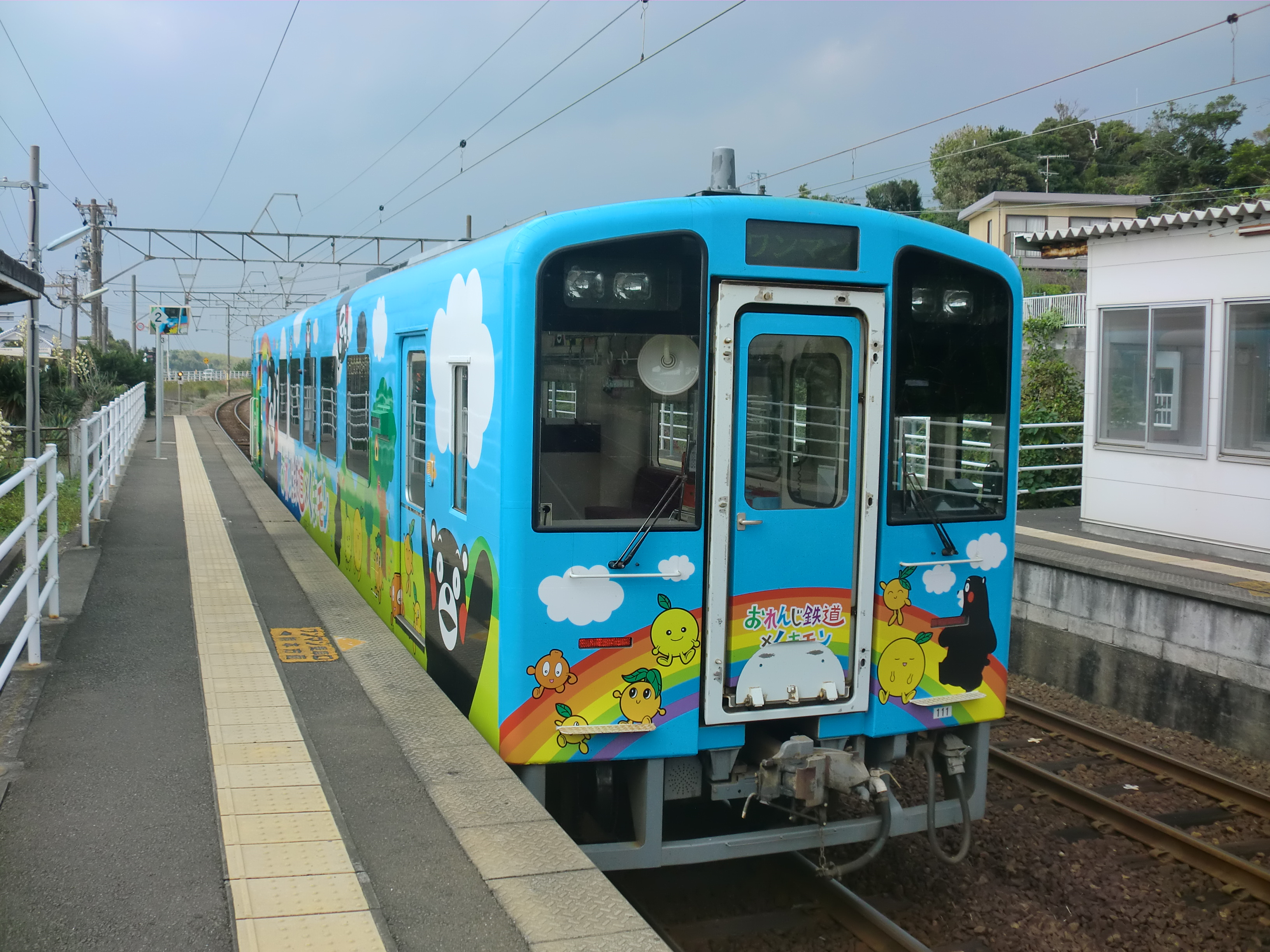
Bên ngoài của một đoàn tàu Hisatsu Orange Railway theo chủ đề Kumamon, tháng 11 năm 2012

## Bán lẻ
| Năm       | Bản lẻ                   | Bản lẻ                  | Tham khảo     |
| Năm       | Yên Nhật                 | Đô la Mỹ                | Tham khảo     |
| --------- | ------------------------ | ----------------------- | ------------- |
| 2011–2013 | 133,400,000,000 yên Nhật | 1.369,000,000 đô la Mỹ  | [ 13 ] [ 14 ] |
| 2014      | 64,320,000,000 yên Nhật  | 607.109,000 đô la Mỹ    | [ 15 ]        |
| 2015      | 100,700,000,000 yên Nhật | 925.892,000 đô la Mỹ    | [ 16 ]        |
| 2016      | 128,022,690,000 yên Nhật | 1.177.112,000 đô la Mỹ  | [ 17 ]        |
| 2017      | 140,874,200,000 yên Nhật | 1.255.899,000 đô la Mỹ  | [ 18 ]        |
| 2018      | 150,556,550,000 yên Nhật | 1.363.440,000 đô la Mỹ  | [ 19 ]        |
| 2019      | 157,955,570,000 yên Nhật | 13.122.193,000 đô la Mỹ | [ 20 ]        |
| 2011–2019 | 875,829,010,000 yên Nhật | 8,159,549,000 đô la Mỹ  |               |